# Elena Giurcă
Elena Giurcă (ur. 11 stycznia 1946, zm. we wrześniu 2013) – rumuńska wioślarka (sterniczka), brązowa medalistka olimpijska i czterokrotna medalistka mistrzostw świata.

## Kariera
Wystąpiła na igrzyskach olimpijskich w Montrealu w 1976, gdzie osada Rumunii w składzie: Ioana Tudoran, Maria Micșa, Felicia Afrăsiloaie, Elisabeta Lazăr i Elena Giurcă zdobyła złoty medal w czwórkach podwójnych ze sternikiem. W finale uplasowały się o 2,77 sekundy za osadą NRD oraz 0,27 sekundy za osadą ZSRR. Był to debiut tej konkurencji w programie olimpijskim. Na rozgrywanych cztery lata później igrzyskach olimpijskich w Moskwie w tej samej konkurencji Rumunki zajęły czwarte miejsce. Walkę o podium przegrały tam z Bułgarkami o 0,72 sekundy.
W czwórkach podwójnych zdobyła również srebro na mistrzostwach świata w Lucernie (1974) i mistrzostwach świata w Amsterdamie (1977) oraz brąz na mistrzostwach świata w Bledzie (1979). Podczas mistrzostw świata w Amsterdamie (1977) zdobyła też brązowy medal w czwórkach ze sternikiem.
Ponadto zdobyła brąz w ósemkach na mistrzostwach Europy w Klagenfurcie (1969). 
Ukończyła anglistykę na Uniwersytecie Bukareszteńskim, następnie pracowała jako nauczycielka. Zmarła w 2013 po operacji tętniaka mózgu.